# Laphria solita
Laphria solita är en tvåvingeart som beskrevs av Wulp 1872. Laphria solita ingår i släktet Laphria och familjen rovflugor. Inga underarter finns listade i Catalogue of Life.